# 林肯大学 (英格兰)
林肯大學（University of Lincoln）是一所位於英國林肯郡林肯的大學，歷史可追溯至1861年。 1992年獲大學資格。主校區靠近天然湖泊Brayford Pool，此外在萊斯赫姆及霍爾比齊有分校區。
林肯大學在2021年排在英國國內40-50名左右。 林肯大學每年的畢業典禮在林肯大教堂中舉辦。

## 歷史

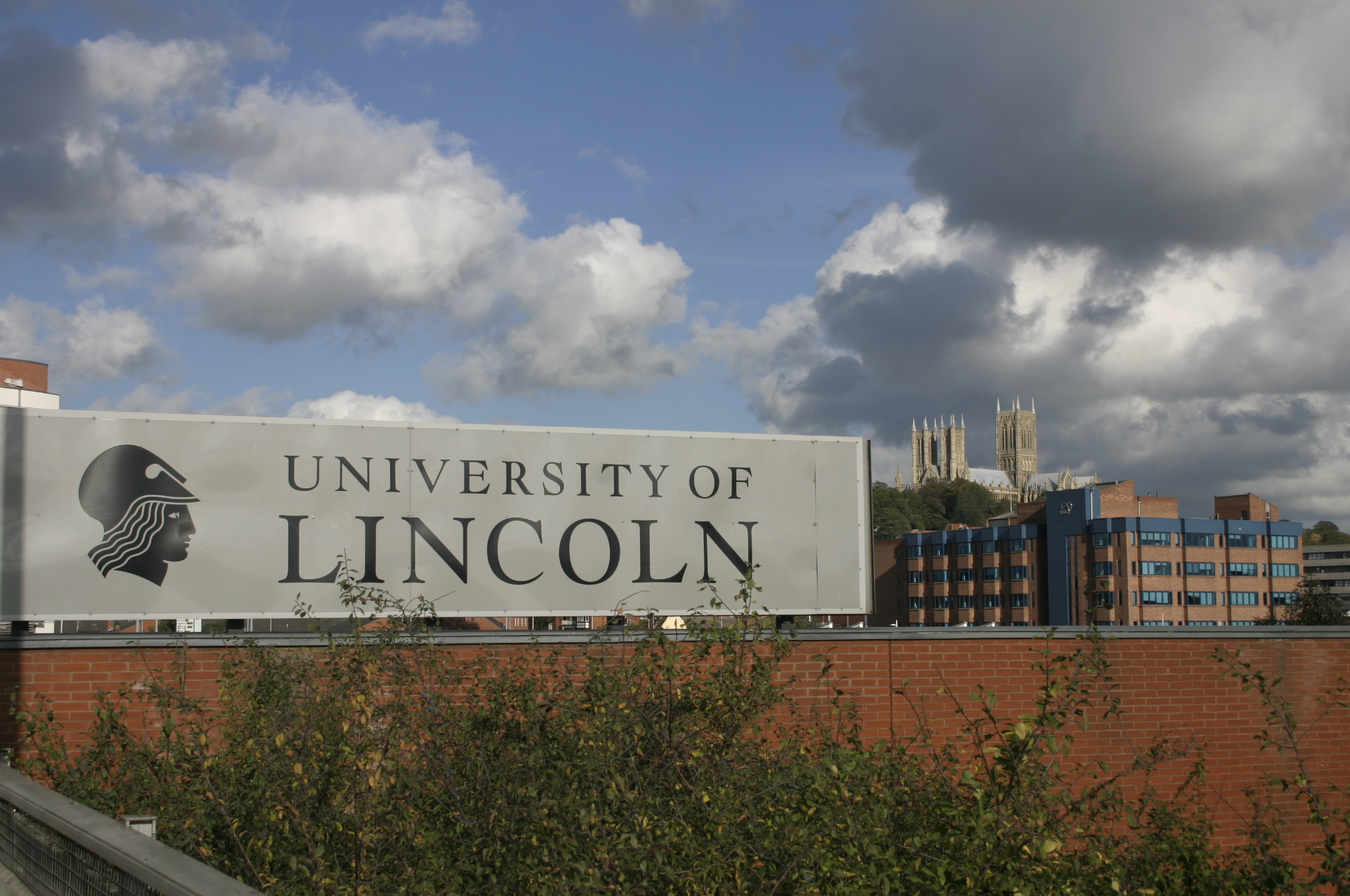
林肯大學

### 起源
林肯大學的歷史可以追溯至創立於赫爾的赫爾藝術學院（Hull School of Art，1861年）、赫爾技術學院（Hull Technical Institute，1893年）、恩茲利羅馬天主教教師培訓學院（Roman Catholic teacher-training Endsleigh College，1905年）、赫爾河畔京斯頓教育學院（Kingston upon Hull College of Education，1913年）和赫爾中央商學院（Hull Central College of Commerce，1930年）。 1976年以上機構合併成為赫爾高等教育學院（Hull College of Higher Education）， 1983年改名為亨博賽德高等教育學院（Humberside College of Higher Education）。

### 大學
1992年獲得大學地位，當時稱為亨博賽德大學（University of Humberside），學生人數也開始增加。之後亨博賽德大學在林肯市中心西南的Brayford Pool選址建立新校區。1996年1月該大學也改名為林肯郡和亨博賽德大學（University of Lincolnshire and Humberside）。
2001年1月改現名，2002年大學主校區從赫爾搬到林肯。 該大學的主校區由伊莉莎白二世陛下親自主持開幕，建築此校區花去超過1.4億英鎊，對當地經濟也產生了積極影響的。

## 機構
2011年林肯大學的架構由系轉變為學院：

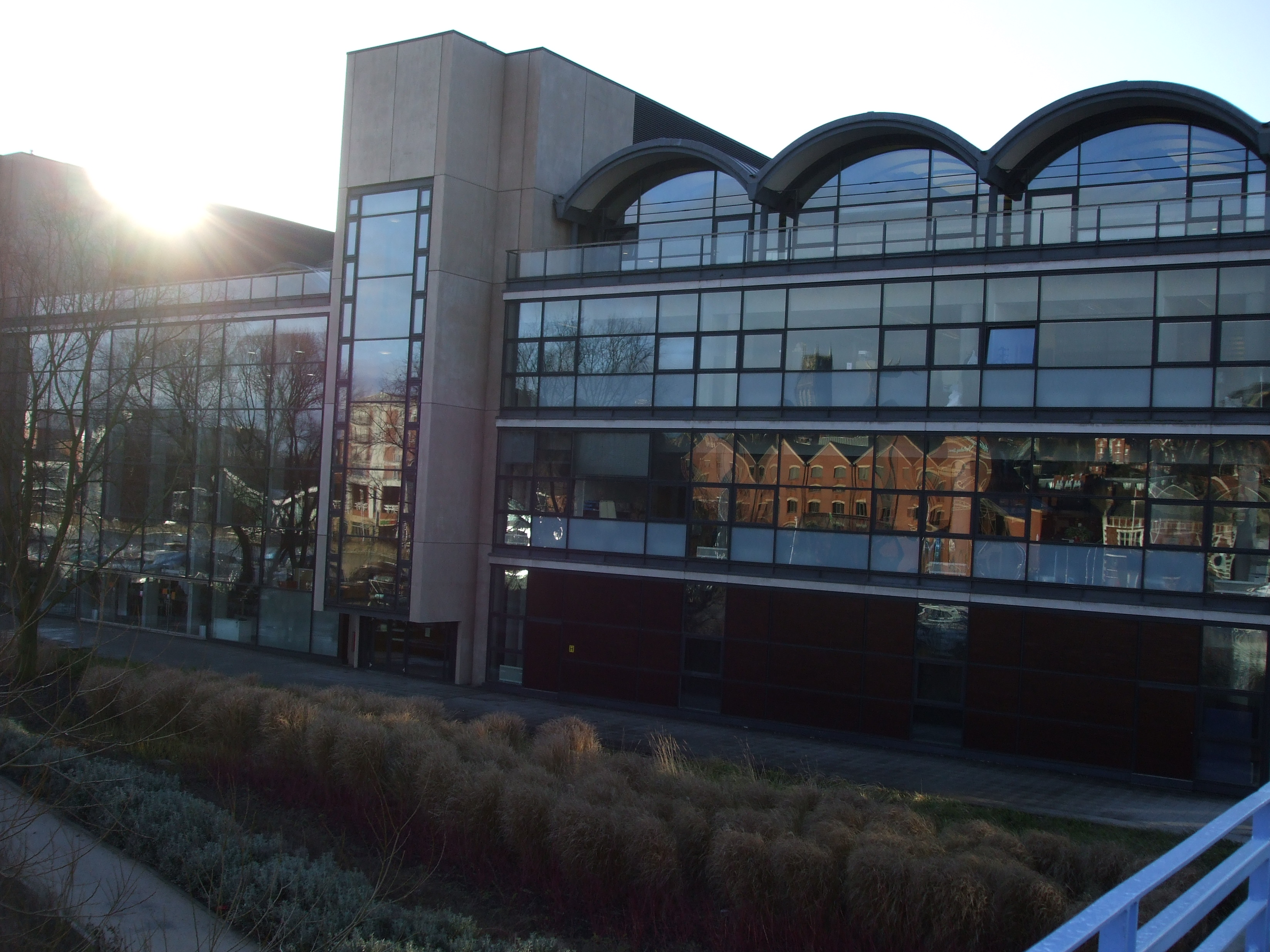
湖畔的大學校區

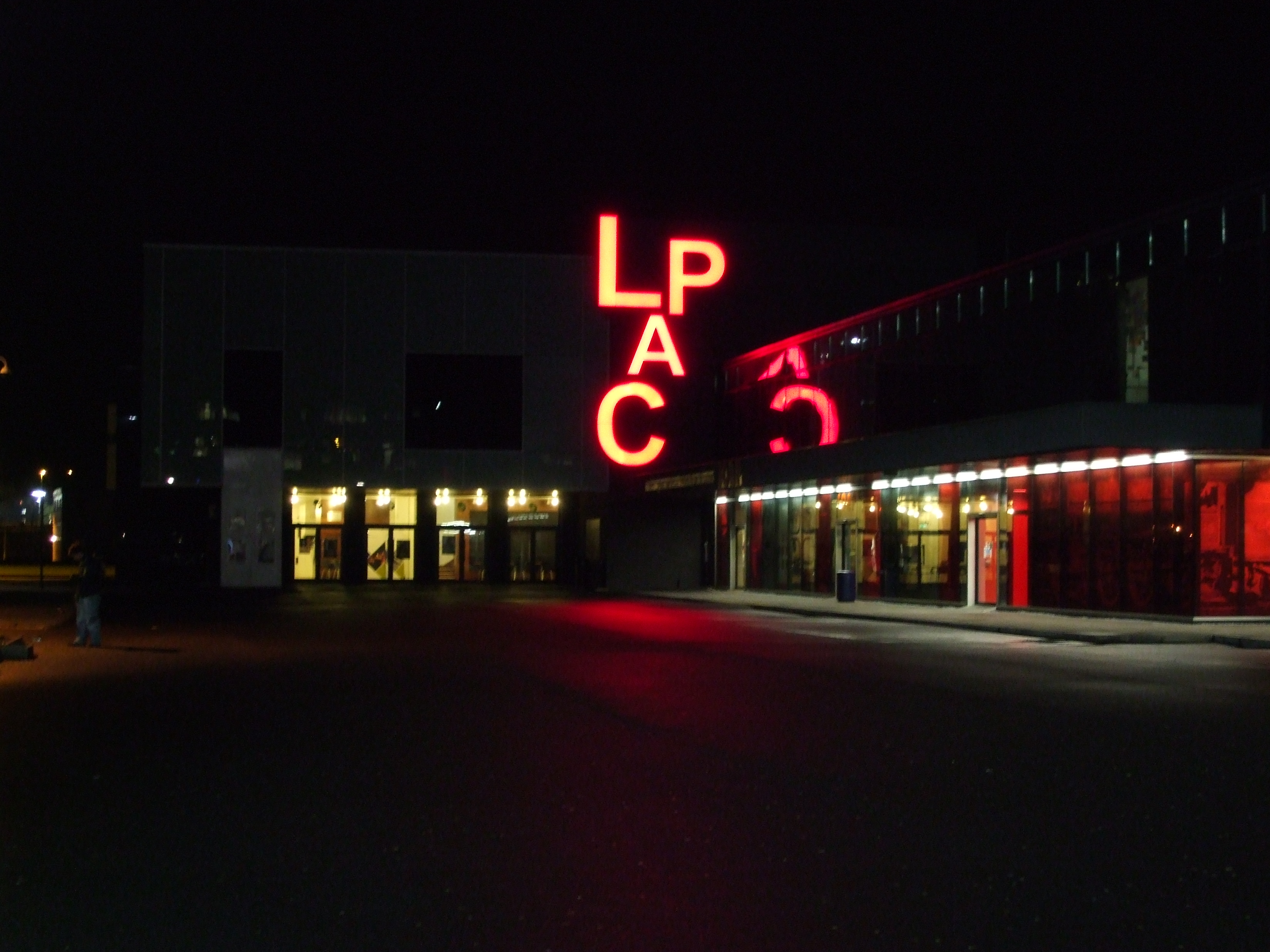
林肯表演藝術中心

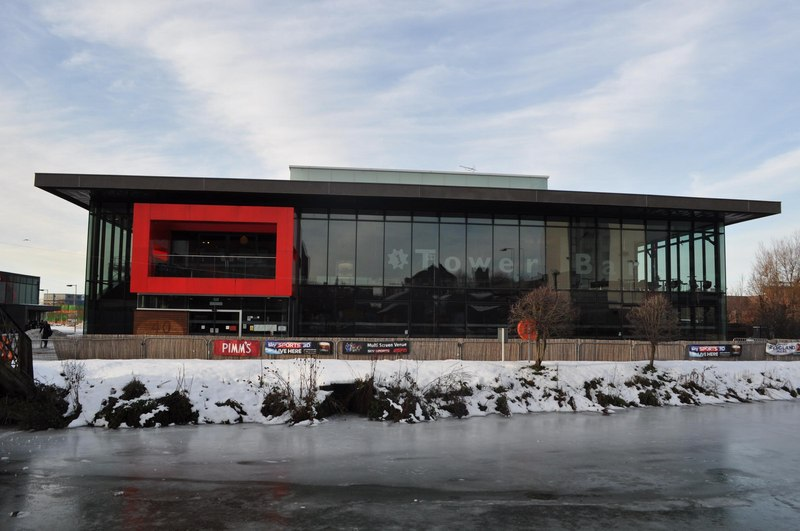
Engine Shed

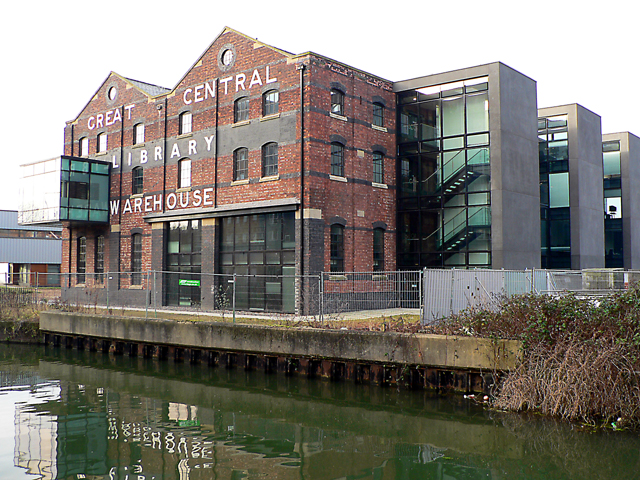
大中央倉庫

- 社會科學學院（College of Social Sciences）
  - 林肯健康與社會關懷學院（Lincoln School of Health and Social Care）
  - 哲學院（School of Psychology）
  - 社會和政治科學院（School of Social & Political Sciences）
  - 運動和運動科學院（School of Sport and Exercise Science）
  - 林肯商學院（Lincoln Business School）
  - 林肯法學院（Lincoln Law School）
  - 教育研究和發展中心（The Centre for Education Research & Development）
- 文學院（College of Arts）
  - 林肯藝術和設計學院（Lincoln School of Art & Design）
  - 林肯建築學院（Lincoln School of Architecture）
  - 林肯人文學院（Lincoln School of Humanities）
  - 林肯新聞學院（Lincoln School of Journalism）
  - 林肯媒體學院（Lincoln School of Media）
  - 林肯表演藝術學院（Lincoln School of Performing Arts）
- 理學院（College of Science）
  - 林肯計算機科學院（Lincoln School of Computer Science）
  - 林肯工程學院（Lincoln School of Engineering）
  - 生命科學院（School of Life Sciences）
  - 林肯製藥學院（Lincoln School of Pharmacy）
  - 化學院（School of Chemistry）
  - 農業和陸基研究部（Department of Agriculture & Land-based Studies）
  - 食品製造和自動化生產部（Department of Food Manufacture & Process Automation）
  - 國家食品製造業中心（National Centre for Food Manufacturing）

### Engine Shed
此建築由曼徹斯特、謝菲爾德和林肯郡鐵路公司（Manchester, Sheffield & Lincolnshire Railway）建造于1874年，2006年9月被改建成娛樂場所，舉辦當地最大的現場音樂會。

### 圖書館
該大學的圖書館位於大中央倉庫（Great Central Warehouse）建築中，此建築在1907年由大中央鐵路公司建造，原先是鐵路存貨倉庫。2004年12月大學圖書館在此落成，館藏約30余萬件。
該圖書館曾獲得皇家特許測量師學會和英國皇家建築師協會頒發的獎項。

## 排名
该大学在英国国内处于中等水平，但其农业和林业位居全英前十。它是1992年后英国创立的新大学中排名最高的学校之一。

## 文化
2000年8月，電影《擁抱》在該大學當時的學習資源中心（Learning Resources Centre，現由媒體、人文和技術學部使用）取景。
BBC也曾使用該大學的建築拍攝電視劇《質詢時間》  和喜劇《等一下》。

## 外部連結
- （英文）林肯大學 （页面存档备份，存于），官方網站
- （英文）林肯大學學生會 （页面存档备份，存于）
- （英文）林肯大學學生社交網絡

### 錄像
- University of Lincoln YouTube channel （页面存档备份，存于）